# アナスタシア・リジコフ
アナスタシア・リジコフ (Anastasia Rizikov)はカナダのクラシック音楽のピアニスト。

## 略歴
1998年12月8日生まれ。ロシア系移民としてトロントで生まれる。5歳からピアノを始めたが急激な上達を見せ、13歳でラフマニノフのピアノ協奏曲第3番を演奏するなど、カナダの天才少女として騒がれた。 Sergei Babayan, Arie Vardi, Robert Levin, Ferenc Rados, Anatoly Ryabov, Oxana Yablonskayaほかのマスタークラスを受講しているが、彼女の名を決定的にしたのは28歳までのカテゴリーのコンクールを12歳で優勝したことである。その後も次々と国際コンクールの最年少記録を更新したものの、BNDES、グリーグ、ヴィオッティ(その年の最年少出場)では本選に進めず、2017年のマリア・カナルス国際ピアノコンクールでは第3位に終わっている。
彼女はNational Philharmonic Symphony Orchestra of Ukraine, Northwest Chicago Symphony Orchestra, Plymouth Symphony Orchestra (Michigan Philharmonic), Toronto Sinfonietta, International Symphony Orchestra, Orquesta Sinfónica de Baleares "Ciudad de Palma", National Academy Orchestra of Canada, Sinfonia Toronto, Toronto Symphony Orchestra, Michigan Philharmonic Orchestra, Orchestra London Canada, Symphony Nova Scotia, Northumberland Orchestra, Orchestre Symphonique de Laval, Orquesta Ciudad de Granada, Motor City Symphony Orchestra, HKMA Orchestra, Niagara Symphony Orchestra, Dayton Philharmonic Orchestra, Kitchener-Waterloo Symphony Orchestraほかのオーケストラと共演しており、すでにNAXOSでハエン優勝記念リサイタルアルバムをリリースしている。これも最年少優勝記録である。

## ディスコグラフィー
- "WSKG Sessions" (2011) WSKG-TV DVD&CD
- "Piano Recital" (2015) NAXOS CD

## 受賞歴
★印は最年少優勝記録
- 2011 Palma de Mallorca (esp) "Rotary" (AAF) FP1★
- 2013 New York (NY) (usa) "Gershwin" [Senior] Gr. Prx.★
- 2013 Gorizia (it) "Giuliano Pecar" (AAF) FP1 (ex aequo)★
- 2015 国際ピアノコンクール・ハエン賞第1位★
- 2015 エットーレ・ポッツォーリ国際ピアノコンクール第1位同着★
- 2017 マリア・カナルス・バルセロナ国際音楽演奏コンクールピアノ部門第3位